# Odilon Polleunis
Odilon Polleunis (ur. 1 maja 1943 w Sint-Truiden, zm. 20 września 2023 tamże) – belgijski piłkarz i trener piłkarski, występujący podczas kariery na pozycji napastnika.

## Kariera klubowa
Piłkarską karierę Odilon Polleunis rozpoczął w 1961 w Sint-Truidense VV. Z Sint-Truidense zdobył wicemistrzostwo Belgii w 1966 i dotarł do finału Puchar Belgii w 1971. W 1968 dostał nagrodę Piłkarza Roku w Belgii. Kolejnym klubem w karierze Polleunisa był RWD Molenbeek, gdzie występował w latach 1973–1976. Z RWDM zdobył jedyne w jego historii mistrzostwo Belgii w 1975.
Karierę zakończył w KSK Tongeren w 1977.

## Kariera reprezentacyjna
W reprezentacji Belgii Odilon Polleunis występował w latach 1968–1975. W 1970 uczestniczył w mistrzostwach świata. Na mundialu w Meksyku wystąpił w dwóch meczach grupowych z Salwadorem i Meksykiem. W 1972 uczestniczył w mistrzostwach Europy. W turnieju finałowym rozgrywanym w Belgii wystąpił w przegranym 1-2 półfinale z RFN (strzelił honorową bramkę w 83 min.) oraz wygranym 2-1 meczu o trzecie miejsce z Węgrami. Ogółem w reprezentacji Belgii rozegrał 22 spotkania i strzelił 10 bramek.

## Kariera trenerska
Po zakończeniu kariery piłkarskiej Polleunis został trenerem. W latach 1991–1992 był trenerem Sint-Truidense VV.